# Рагу
У италијанској кухињи, рагу је сос од меса који се обично служи уз тестенину. Италијанско гастрономско друштво, Accademia Italiana della Cucina, документовало је неколико рецепата за рагу.  Заједничке карактеристике рецепата су присуство меса и чињеница да су сви сосови за тестенину. Најтипичнији је ragù alla bolognese (Болоњез сос). Друге врсте су ragù alla napoletana (напуљски рагу), ragù di salsiccia, ragù alla barese (рагу из Барија), ragù d'anatra (традиционални рагу од патке без парадајза, из Венета) итд.

## Варијације
У северним италијанским регионима, рагу се обично прави од млевеног, сецканог или млевеног меса, куваног са динстаним поврћем у течности, која традиционално укључује течни парадајз, али постоји и у верзијама без парадајза које се називају ragù in bianco (бели рагу). Месо може да садржи једно или више од следећег: говедину, пилетину, свињетину, патку, гуску, јагњетину, овчетину, телетину или дивљач, укључујући и њихове изнутрице. Течности могу бити чорба, бујон, вода, вино, млеко, павлака или парадајз, често у комбинацији. Ако се парадајз укључује, обично је ограничен у односу на месо, што га чини варивом од меса, а не сосом од парадајза са додатком меса.
У јужним италијанским регионима, рагу се често припрема од значајних количина великих, целих комада говедине и свињетине, а понекад и регионалних кобасица, куваних са поврћем и парадајзом. Након дугог динстања, месо се вади и може се послужити као засебно јело без тестенине. Примери ових јела су ragù alla napoletana (напуљски рагу) и carne al ragù 